# Jacobu

Jacobu (alternativt Jacobo eller Gyakobi) är en ort i södra Ghana. Den är huvudort för distriktet Amansie Central, och folkmängden uppgick till 10 725 invånare vid folkräkningen 2010.